# ماركوس جيسيك
ماركوس جيسيك (بالألمانية: Markus Giesecke)‏ هو مدرب كرة قدم صالات ‏ ولاعب كرة قدم ألماني في مركز الدفاع، ولد في 15 أبريل 1979 في ريغنسبورغ في ألمانيا. لعب مع Futsal Club Regensburg ‏.